# Eleições autárquicas de 2021 em Sintra
As eleições autárquicas de 2021 serviram para eleger os membros dos órgãos do poder local no Concelho de Sintra.
O Partido Socialista voltou a vencer as eleições no concelho sintrense, apesar de ter perdido a maioria na vereação e de ter uma significativa perda de votos. Com 35,3% dos votos e 5 vereadores, Basílio Horta mantém-se como presidente da Câmara.
A coligação PSD-CDS (e mais outros partidos) apresentou Ricardo Baptista Leite como candidato e teve um resultado inferior ao de 2017, ficando-se pelos 27,5% e 4 vereadores.
Por fim, destacar o surpreendente resultado do Chega que ficou em terceiro lugar com 9,1% e elegeu um vereador, enquanto a Coligação Democrática Unitária manteve o vereador que tinha ao obter 9% dos votos.

## Candidatos
| Lista | Lista                          | Candidato              |
| ----- | ------------------------------ | ---------------------- |
|       | Partido Socialista             | Basílio Horta          |
|       | PSD-CDS-A-MPT-PDR-PPM-RIR      | Ricardo Baptista Leite |
|       | Coligação Democrática Unitária | Pedro Ventura          |
|       | Bloco de Esquerda              | Bruno Góis             |
|       | Pessoas–Animais–Natureza       | Miguel Santos          |
|       | Nós, Cidadãos!                 | Guilherme Leite        |
|       | CHEGA                          | Nuno Afonso            |
|       | Iniciativa Liberal             | Paulo Carmona          |

## Resultados Oficiais
Os resultados para os diferentes órgãos do poder local no Concelho de Sintra foram os seguintes:

### Câmara Municipal
| Partido                 | Partido                        | Votos   | %               | +/-  | Vereadores | +/-     |
| ----------------------- | ------------------------------ | ------- | --------------- | ---- | ---------- | ------- |
|                         | Partido Socialista             | 45 724  | 35,25 / 100,00  | 7,80 | 5 / 11     | 1       |
|                         | PSD-CDS-A-MPT-PDR-PPM-RIR      | 35 702  | 27,53 / 100,00  | 1,48 | 4 / 11     | Estável |
|                         | CHEGA                          | 11 786  | 9,09 / 100,00   | Novo | 1 / 11     | Novo    |
|                         | Coligação Democrática Unitária | 11 701  | 9,02 / 100,00   | 0,41 | 1 / 11     | Estável |
|                         | Bloco de Esquerda              | 7 539   | 5,81 / 100,00   | 0,47 | 0 / 11     | Estável |
|                         | Pessoas–Animais–Natureza       | 4 214   | 3,25 / 100,00   | 0,43 | 0 / 11     | Estável |
|                         | Nós, Cidadãos!                 | 3 848   | 2,97 / 100,00   | 1,89 | 0 / 11     | Estável |
|                         | Iniciativa Liberal             | 3 475   | 2,68 / 100,00   | Novo | 0 / 11     | Novo    |
| Votos Inválidos         | Votos Inválidos                | 5 717   | 4,41 / 100,00   | 0,70 |            |         |
| Total                   | Total                          | 129 706 | 100,00 / 100,00 |      | 11 / 11    |         |
| Eleitorado/Participação | Eleitorado/Participação        | 323 280 | 40,12 / 100,00  | 2,19 |            |         |

### Assembleia Municipal
| Partido                 | Partido                        | Votos   | %               | +/-  | Deputados | +/-     |
| ----------------------- | ------------------------------ | ------- | --------------- | ---- | --------- | ------- |
|                         | Partido Socialista             | 43 636  | 33,63 / 100,00  | 6,84 | 13 / 33   | 2       |
|                         | PSD-CDS-A-MPT-PDR-PPM-RIR      | 33 223  | 25,61 / 100,00  | 2,63 | 9 / 33    | 2       |
|                         | CHEGA                          | 12 779  | 9,85 / 100,00   | Novo | 3 / 33    | Novo    |
|                         | Coligação Democrática Unitária | 12 565  | 9,68 / 100,00   | 1,35 | 3 / 33    | 1       |
|                         | Bloco de Esquerda              | 8 596   | 6,63 / 100,00   | 0,87 | 2 / 33    | Estável |
|                         | Pessoas–Animais–Natureza       | 4 936   | 3,80 / 100,00   | 0,60 | 1 / 33    | Estável |
|                         | Iniciativa Liberal             | 4 036   | 3,11 / 100,00   | Novo | 1 / 33    | Novo    |
|                         | Nós, Cidadãos!                 | 3 967   | 3,06 / 100,00   | 1,78 | 1 / 33    | 1       |
| Votos Inválidos         | Votos Inválidos                | 6 003   | 4,62 / 100,00   | 0,73 |           |         |
| Total                   | Total                          | 129 741 | 100,00 / 100,00 |      | 33 / 33   |         |
| Eleitorado/Participação | Eleitorado/Participação        | 323 280 | 40,13 / 100,00  | 2,18 |           |         |

### Juntas de Freguesia
| Partido                 | Partido                        | Votos   | %               | +/-  | Presidentes | +/-     | Mandatos  | +/-     |
| ----------------------- | ------------------------------ | ------- | --------------- | ---- | ----------- | ------- | --------- | ------- |
|                         | Partido Socialista             | 46 938  | 36,18 / 100,00  | 6,74 | 8 / 11      | 1       | 84 / 193  | 8       |
|                         | PSD-CDS-A-MPT-PDR-PPM-RIR      | 34 953  | 26,94 / 100,00  | 2,65 | 3 / 11      | 1       | 60 / 193  | 7       |
|                         | Coligação Democrática Unitária | 14 049  | 10,83 / 100,00  | 1,39 | 0 / 11      | Estável | 20 / 193  | Estável |
|                         | CHEGA                          | 12 808  | 9,87 / 100,00   | Novo | 0 / 11      | Novo    | 17 / 193  | Novo    |
|                         | Bloco de Esquerda              | 8 416   | 6,49 / 100,00   | 1,21 | 0 / 11      | Estável | 8 / 193   | 3       |
|                         | Iniciativa Liberal             | 4 158   | 3,20 / 100,00   | Novo | 0 / 11      | Novo    | 3 / 193   | Novo    |
|                         | Pessoas–Animais–Natureza       | 1 556   | 1,20 / 100,00   | 0,42 | 0 / 11      | Estável | 1 / 193   | Estável |
|                         | LIVRE                          | 328     | 0,25 / 100,00   | -    | 0 / 11      | -       | 0 / 193   | -       |
| Votos Inválidos         | Votos Inválidos                | 6 540   | 5,04 / 100,00   | 0,79 |             |         |           |         |
| Total                   | Total                          | 129 746 | 100,00 / 100,00 |      | 11 / 11     |         | 193 / 193 | 2       |
| Eleitorado/Participação | Eleitorado/Participação        | 323 280 | 40,13 / 100,00  | 2,18 |             |         |           |         |

## Resultados por Freguesia

### Câmara Municipal
| Freguesia                                     | %     | %                               | %     | %     | %    | %    | %    | %    | Votantes |
| Freguesia                                     | PS    | PSD- CDS- A- MPT- PDR- PPM- RIR | CH    | CDU   | BE   | PAN  | NC   | IL   | Votantes |
| --------------------------------------------- | ----- | ------------------------------- | ----- | ----- | ---- | ---- | ---- | ---- | -------- |
| Freguesia                                     |       |                                 |       |       |      |      |      |      | Votantes |
| Agualva e Mira-Sintra                         | 39,80 | 22,09                           | 10,43 | 9,45  | 6,10 | 3,19 | 2,70 | 1,94 | 12 549   |
| Algueirão - Mem Martins                       | 33,01 | 27,80                           | 9,54  | 9,15  | 6,34 | 3,74 | 3,44 | 2,72 | 21 830   |
| Almargem do Bispo, Pero Pinheiro e Montelavar | 36,06 | 33,85                           | 8,57  | 6,80  | 3,82 | 2,13 | 2,99 | 1,73 | 7 283    |
| Cacém e São Marcos                            | 35,15 | 26,49                           | 9,71  | 9,32  | 6,07 | 3,66 | 2,79 | 2,14 | 11 428   |
| Casal de Cambra                               | 60,70 | 13,14                           | 8,05  | 5,90  | 2,96 | 1,87 | 1,39 | 1,39 | 4 596    |
| Colares                                       | 28,44 | 40,05                           | 7,27  | 7,27  | 4,51 | 2,42 | 2,28 | 3,27 | 3 351    |
| Massamá e Monte Abraão                        | 36,33 | 26,65                           | 7,71  | 9,71  | 6,78 | 3,27 | 2,28 | 2,82 | 16 450   |
| Queluz e Belas                                | 34,54 | 24,21                           | 9,86  | 11,02 | 6,57 | 3,64 | 2,51 | 3,31 | 16 883   |
| Rio de Mouro                                  | 36,02 | 24,40                           | 10,03 | 9,97  | 6,07 | 3,05 | 3,29 | 2,57 | 15 657   |
| São João das Lampas e Terrugem                | 29,68 | 37,15                           | 7,53  | 6,46  | 4,00 | 3,33 | 4,62 | 1,95 | 7 122    |
| Sintra                                        | 28,48 | 35,66                           | 8,04  | 7,68  | 5,33 | 3,12 | 3,51 | 4,23 | 12 357   |
| Sintra                                        | 35,25 | 27,53                           | 9,09  | 9,02  | 5,81 | 3,25 | 2,97 | 2,68 | 129 706  |

#### Agualva e Mira-Sintra
| Partido                 | Partido                        | Votos  | %               | +/-  |
| ----------------------- | ------------------------------ | ------ | --------------- | ---- |
|                         | Partido Socialista             | 4 994  | 39,80 / 100,00  | 7,35 |
|                         | PSD-CDS-A-MPT-PDR-PPM-RIR      | 2 772  | 22,09 / 100,00  | 2,65 |
|                         | CHEGA                          | 1 309  | 10,43 / 100,00  | Novo |
|                         | Coligação Democrática Unitária | 1 186  | 9,45 / 100,00   | 0,27 |
|                         | Bloco de Esquerda              | 765    | 6,10 / 100,00   | 0,23 |
|                         | Pessoas–Animais–Natureza       | 400    | 3,19 / 100,00   | 0,31 |
|                         | Nós, Cidadãos!                 | 339    | 2,70 / 100,00   | 1,69 |
|                         | Iniciativa Liberal             | 243    | 1,94 / 100,00   | Novo |
| Votos Inválidos         | Votos Inválidos                | 541    | 4,31 / 100,00   | 0,11 |
| Total                   | Total                          | 12 549 | 100,00 / 100,00 |      |
| Eleitorado/Participação | Eleitorado/Participação        | 35 674 | 35,18 / 100,00  | 3,53 |

#### Algueirão - Mem Martins
| Partido                 | Partido                        | Votos  | %               | +/-   |
| ----------------------- | ------------------------------ | ------ | --------------- | ----- |
|                         | Partido Socialista             | 7 206  | 33,01 / 100,00  | 13,27 |
|                         | PSD-CDS-A-MPT-PDR-PPM-RIR      | 6 068  | 27,80 / 100,00  | 1,71  |
|                         | CHEGA                          | 2 082  | 9,54 / 100,00   | Novo  |
|                         | Coligação Democrática Unitária | 1 997  | 9,15 / 100,00   | 0,02  |
|                         | Bloco de Esquerda              | 1 385  | 6,34 / 100,00   | 0,01  |
|                         | Pessoas–Animais–Natureza       | 817    | 3,74 / 100,00   | 0,28  |
|                         | Nós, Cidadãos!                 | 751    | 3,44 / 100,00   | 2,38  |
|                         | Iniciativa Liberal             | 594    | 2,72 / 100,00   | Novo  |
| Votos Inválidos         | Votos Inválidos                | 930    | 4,26 / 100,00   | 0,16  |
| Total                   | Total                          | 21 830 | 100,00 / 100,00 |       |
| Eleitorado/Participação | Eleitorado/Participação        | 56 508 | 38,63 / 100,00  | 2,02  |

#### Almargem do Bispo, Pero Pinheiro e Montelavar
| Partido                 | Partido                        | Votos  | %               | +/-  |
| ----------------------- | ------------------------------ | ------ | --------------- | ---- |
|                         | Partido Socialista             | 2 626  | 36,06 / 100,00  | 7,97 |
|                         | PSD-CDS-A-MPT-PDR-PPM-RIR      | 2 465  | 33,85 / 100,00  | 0,48 |
|                         | CHEGA                          | 624    | 8,57 / 100,00   | Novo |
|                         | Coligação Democrática Unitária | 495    | 6,80 / 100,00   | 0,41 |
|                         | Bloco de Esquerda              | 278    | 3,82 / 100,00   | 0,73 |
|                         | Nós, Cidadãos!                 | 218    | 2,99 / 100,00   | 2,27 |
|                         | Pessoas–Animais–Natureza       | 155    | 2,13 / 100,00   | 0,12 |
|                         | Iniciativa Liberal             | 126    | 1,73 / 100,00   | Novo |
| Votos Inválidos         | Votos Inválidos                | 296    | 4,07 / 100,00   | 1,00 |
| Total                   | Total                          | 7 283  | 100,00 / 100,00 |      |
| Eleitorado/Participação | Eleitorado/Participação        | 14 298 | 50,94 / 100,00  | 1,45 |

#### Cacém e São Marcos
| Partido                 | Partido                        | Votos  | %               | +/-  |
| ----------------------- | ------------------------------ | ------ | --------------- | ---- |
|                         | Partido Socialista             | 4 017  | 35,15 / 100,00  | 7,74 |
|                         | PSD-CDS-A-MPT-PDR-PPM-RIR      | 3 027  | 26,49 / 100,00  | 2,34 |
|                         | CHEGA                          | 1 110  | 9,71 / 100,00   | Novo |
|                         | Coligação Democrática Unitária | 1 065  | 9,32 / 100,00   | 1,10 |
|                         | Bloco de Esquerda              | 694    | 6,07 / 100,00   | 1,39 |
|                         | Pessoas–Animais–Natureza       | 418    | 3,66 / 100,00   | 0,66 |
|                         | Nós, Cidadãos!                 | 319    | 2,79 / 100,00   | 1,40 |
|                         | Iniciativa Liberal             | 244    | 2,14 / 100,00   | Novo |
| Votos Inválidos         | Votos Inválidos                | 534    | 4,67 / 100,00   | 2,08 |
| Total                   | Total                          | 11 428 | 100,00 / 100,00 |      |
| Eleitorado/Participação | Eleitorado/Participação        | 32 020 | 35,69 / 100,00  | 2,52 |

#### Casal de Cambra
| Partido                 | Partido                        | Votos  | %               | +/-   |
| ----------------------- | ------------------------------ | ------ | --------------- | ----- |
|                         | Partido Socialista             | 2 790  | 60,70 / 100,00  | 16,84 |
|                         | PSD-CDS-A-MPT-PDR-PPM-RIR      | 604    | 13,14 / 100,00  | 16,37 |
|                         | CHEGA                          | 370    | 8,05 / 100,00   | Novo  |
|                         | Coligação Democrática Unitária | 271    | 5,90 / 100,00   | 2,32  |
|                         | Bloco de Esquerda              | 136    | 2,96 / 100,00   | 1,57  |
|                         | Pessoas–Animais–Natureza       | 86     | 1,87 / 100,00   | 0,94  |
|                         | Nós, Cidadãos!                 | 64     | 1,39 / 100,00   | 0,12  |
|                         | Iniciativa Liberal             | 64     | 1,39 / 100,00   | Novo  |
| Votos Inválidos         | Votos Inválidos                | 211    | 4,59 / 100,00   | 2,26  |
| Total                   | Total                          | 4 596  | 100,00 / 100,00 |       |
| Eleitorado/Participação | Eleitorado/Participação        | 10 438 | 44,03 / 100,00  | 2,94  |

#### Colares
| Partido                 | Partido                        | Votos | %               | +/-  |
| ----------------------- | ------------------------------ | ----- | --------------- | ---- |
|                         | PSD-CDS-A-MPT-PDR-PPM-RIR      | 1 422 | 40,05 / 100,00  | 2,87 |
|                         | Partido Socialista             | 1 010 | 28,44 / 100,00  | 9,12 |
|                         | CHEGA                          | 258   | 7,27 / 100,00   | Novo |
|                         | Coligação Democrática Unitária | 258   | 7,27 / 100,00   | 0,82 |
|                         | Bloco de Esquerda              | 160   | 4,51 / 100,00   | 0,89 |
|                         | Iniciativa Liberal             | 116   | 3,27 / 100,00   | Novo |
|                         | Pessoas–Animais–Natureza       | 86    | 2,42 / 100,00   | 0,72 |
|                         | Nós, Cidadãos!                 | 81    | 2,28 / 100,00   | 1,37 |
| Votos Inválidos         | Votos Inválidos                | 160   | 4,51 / 100,00   | 0,09 |
| Total                   | Total                          | 3 551 | 100,00 / 100,00 |      |
| Eleitorado/Participação | Eleitorado/Participação        | 6 543 | 54,27 / 100,00  | 0,27 |

#### Massamá e Monte Abraão
| Partido                 | Partido                        | Votos  | %               | +/-  |
| ----------------------- | ------------------------------ | ------ | --------------- | ---- |
|                         | Partido Socialista             | 5 977  | 36,33 / 100,00  | 7,98 |
|                         | PSD-CDS-A-MPT-PDR-PPM-RIR      | 4 384  | 26,65 / 100,00  | 0,13 |
|                         | Coligação Democrática Unitária | 1 598  | 9,71 / 100,00   | 0,59 |
|                         | CHEGA                          | 1 268  | 7,71 / 100,00   | Novo |
|                         | Bloco de Esquerda              | 1 116  | 6,78 / 100,00   | 0,41 |
|                         | Pessoas–Animais–Natureza       | 538    | 3,27 / 100,00   | 0,64 |
|                         | Iniciativa Liberal             | 464    | 2,82 / 100,00   | Novo |
|                         | Nós, Cidadãos!                 | 375    | 2,28 / 100,00   | 1,27 |
| Votos Inválidos         | Votos Inválidos                | 730    | 4,44 / 100,00   | 0,43 |
| Total                   | Total                          | 16 450 | 100,00 / 100,00 |      |
| Eleitorado/Participação | Eleitorado/Participação        | 42 938 | 38,31 / 100,00  | 1,87 |

#### Queluz e Belas
| Partido                 | Partido                        | Votos  | %               | +/-  |
| ----------------------- | ------------------------------ | ------ | --------------- | ---- |
|                         | Partido Socialista             | 5 831  | 34,54 / 100,00  | 6,49 |
|                         | PSD-CDS-A-MPT-PDR-PPM-RIR      | 4 088  | 24,21 / 100,00  | 2,55 |
|                         | Coligação Democrática Unitária | 1 861  | 11,02 / 100,00  | 0,59 |
|                         | CHEGA                          | 1 664  | 9,86 / 100,00   | Novo |
|                         | Bloco de Esquerda              | 1 110  | 6,57 / 100,00   | 1,03 |
|                         | Pessoas–Animais–Natureza       | 615    | 3,64 / 100,00   | 0,34 |
|                         | Iniciativa Liberal             | 559    | 3,31 / 100,00   | Novo |
|                         | Nós, Cidadãos!                 | 423    | 2,51 / 100,00   | 1,31 |
| Votos Inválidos         | Votos Inválidos                | 732    | 4,33 / 100,00   | 1,35 |
| Total                   | Total                          | 16 883 | 100,00 / 100,00 |      |
| Eleitorado/Participação | Eleitorado/Participação        | 44 751 | 37,73 / 100,00  | 2,49 |

#### Rio de Mouro
| Partido                 | Partido                        | Votos  | %               | +/-  |
| ----------------------- | ------------------------------ | ------ | --------------- | ---- |
|                         | Partido Socialista             | 5 640  | 36,02 / 100,00  | 7,98 |
|                         | PSD-CDS-A-MPT-PDR-PPM-RIR      | 3 820  | 24,40 / 100,00  | 0,99 |
|                         | CHEGA                          | 1 571  | 10,03 / 100,00  | Novo |
|                         | Coligação Democrática Unitária | 1 561  | 9,97 / 100,00   | 1,03 |
|                         | Bloco de Esquerda              | 951    | 6,07 / 100,00   | 0,33 |
|                         | Nós, Cidadãos!                 | 515    | 3,29 / 100,00   | 2,13 |
|                         | Pessoas–Animais–Natureza       | 477    | 3,05 / 100,00   | 0,54 |
|                         | Iniciativa Liberal             | 403    | 2,57 / 100,00   | Novo |
| Votos Inválidos         | Votos Inválidos                | 719    | 4,60 / 100,00   | 0,79 |
| Total                   | Total                          | 15 657 | 100,00 / 100,00 |      |
| Eleitorado/Participação | Eleitorado/Participação        | 41 302 | 37,91 / 100,00  | 2,33 |

#### São João das Lampas e Terrugem
| Partido                 | Partido                        | Votos  | %               | +/-  |
| ----------------------- | ------------------------------ | ------ | --------------- | ---- |
|                         | PSD-CDS-A-MPT-PDR-PPM-RIR      | 2 646  | 37,15 / 100,00  | 7,33 |
|                         | Partido Socialista             | 2 114  | 29,68 / 100,00  | 5,20 |
|                         | CHEGA                          | 536    | 7,53 / 100,00   | Novo |
|                         | Coligação Democrática Unitária | 460    | 6,46 / 100,00   | 0,64 |
|                         | Nós, Cidadãos!                 | 329    | 4,62 / 100,00   | 3,62 |
|                         | Bloco de Esquerda              | 285    | 4,00 / 100,00   | 0,41 |
|                         | Pessoas–Animais–Natureza       | 237    | 3,33 / 100,00   | 0,09 |
|                         | Iniciativa Liberal             | 139    | 1,95 / 100,00   | Novo |
| Votos Inválidos         | Votos Inválidos                | 376    | 5,28 / 100,00   | 0,50 |
| Total                   | Total                          | 7 122  | 100,00 / 100,00 |      |
| Eleitorado/Participação | Eleitorado/Participação        | 14 329 | 49,70 / 100,00  | 3,14 |

#### Sintra
| Partido                 | Partido                        | Votos  | %               | +/-  |
| ----------------------- | ------------------------------ | ------ | --------------- | ---- |
|                         | PSD-CDS-A-MPT-PDR-PPM-RIR      | 4 406  | 35,66 / 100,00  | 2,74 |
|                         | Partido Socialista             | 3 519  | 28,48 / 100,00  | 9,64 |
|                         | CHEGA                          | 994    | 8,04 / 100,00   | Novo |
|                         | Coligação Democrática Unitária | 949    | 7,68 / 100,00   | 0,64 |
|                         | Bloco de Esquerda              | 659    | 5,33 / 100,00   | 0,38 |
|                         | Iniciativa Liberal             | 523    | 4,23 / 100,00   | Novo |
|                         | Nós, Cidadãos!                 | 434    | 3,51 / 100,00   | 2,54 |
|                         | Pessoas–Animais–Natureza       | 385    | 3,12 / 100,00   | 0,55 |
| Votos Inválidos         | Votos Inválidos                | 488    | 3,94 / 100,00   | 0,54 |
| Total                   | Total                          | 12 357 | 100,00 / 100,00 |      |
| Eleitorado/Participação | Eleitorado/Participação        | 24 479 | 50,48 / 100,00  | 0,07 |

### Assembleia Municipal
| Freguesia                                     | %     | %                               | %     | %     | %    | %    | %    | %    | Votantes |
| Freguesia                                     | PS    | PSD- CDS- A- MPT- PDR- PPM- RIR | CH    | CDU   | BE   | PAN  | IL   | NC   | Votantes |
| --------------------------------------------- | ----- | ------------------------------- | ----- | ----- | ---- | ---- | ---- | ---- | -------- |
| Freguesia                                     |       |                                 |       |       |      |      |      |      | Votantes |
| Agualva e Mira-Sintra                         | 38,46 | 20,93                           | 11,07 | 10,13 | 6,76 | 3,37 | 2,23 | 2,65 | 12 549   |
| Algueirão - Mem Martins                       | 31,31 | 25,34                           | 10,49 | 10,06 | 7,24 | 4,33 | 3,15 | 3,51 | 21 830   |
| Almargem do Bispo, Pero Pinheiro e Montelavar | 35,03 | 32,38                           | 9,31  | 7,22  | 4,17 | 2,43 | 1,89 | 3,14 | 7 283    |
| Cacém e São Marcos                            | 33,41 | 24,82                           | 10,43 | 10,00 | 7,04 | 4,29 | 2,40 | 2,84 | 11 428   |
| Casal de Cambra                               | 58,94 | 12,71                           | 8,81  | 5,94  | 3,63 | 2,28 | 1,57 | 1,39 | 4 596    |
| Colares                                       | 27,29 | 39,06                           | 7,49  | 7,35  | 4,93 | 3,04 | 3,63 | 2,48 | 3 551    |
| Massamá e Monte Abraão                        | 34,99 | 24,76                           | 8,34  | 10,34 | 7,51 | 3,95 | 3,23 | 2,29 | 16 451   |
| Queluz e Belas                                | 32,48 | 22,47                           | 10,65 | 11,94 | 7,44 | 4,24 | 3,74 | 2,52 | 16 917   |
| Rio de Mouro                                  | 34,16 | 22,60                           | 10,77 | 10,56 | 7,01 | 3,63 | 2,95 | 3,53 | 15 657   |
| São João das Lampas e Terrugem                | 28,24 | 34,06                           | 8,75  | 7,16  | 4,68 | 4,02 | 2,56 | 4,77 | 7 122    |
| Sintra                                        | 26,84 | 32,86                           | 8,69  | 8,17  | 6,43 | 3,78 | 5,24 | 3,77 | 12 357   |
| Sintra                                        | 33,63 | 25,61                           | 9,85  | 9,68  | 6,63 | 3,80 | 3,11 | 3,06 | 129 741  |

#### Agualva e Mira-Sintra
| Partido                 | Partido                        | Votos  | %               | +/-  |
| ----------------------- | ------------------------------ | ------ | --------------- | ---- |
|                         | Partido Socialista             | 4 826  | 38,46 / 100,00  | 6,38 |
|                         | PSD-CDS-A-MPT-PDR-PPM-RIR      | 2 626  | 20,93 / 100,00  | 3,68 |
|                         | CHEGA                          | 1 389  | 11,07 / 100,00  | Novo |
|                         | Coligação Democrática Unitária | 1 271  | 10,13 / 100,00  | 1,23 |
|                         | Bloco de Esquerda              | 848    | 6,76 / 100,00   | 0,93 |
|                         | Pessoas–Animais–Natureza       | 423    | 3,37 / 100,00   | 0,79 |
|                         | Nós, Cidadãos!                 | 332    | 2,65 / 100,00   | 1,45 |
|                         | Iniciativa Liberal             | 280    | 2,23 / 100,00   | Novo |
| Votos Inválidos         | Votos Inválidos                | 554    | 4,41 / 100,00   | 0,20 |
| Total                   | Total                          | 12 549 | 100,00 / 100,00 |      |
| Eleitorado/Participação | Eleitorado/Participação        | 35 674 | 35,18 / 100,00  | 3,54 |

#### Algueirão - Mem Martins
| Partido                 | Partido                        | Votos  | %               | +/-   |
| ----------------------- | ------------------------------ | ------ | --------------- | ----- |
|                         | Partido Socialista             | 6 835  | 31,31 / 100,00  | 11,32 |
|                         | PSD-CDS-A-MPT-PDR-PPM-RIR      | 5 532  | 25,34 / 100,00  | 0,18  |
|                         | CHEGA                          | 2 291  | 10,49 / 100,00  | Novo  |
|                         | Coligação Democrática Unitária | 2 197  | 10,06 / 100,00  | 0,92  |
|                         | Bloco de Esquerda              | 1 580  | 7,24 / 100,00   | 0,59  |
|                         | Pessoas–Animais–Natureza       | 945    | 4,33 / 100,00   | 0,65  |
|                         | Nós, Cidadãos!                 | 767    | 3,51 / 100,00   | 2,25  |
|                         | Iniciativa Liberal             | 687    | 3,15 / 100,00   | Novo  |
| Votos Inválidos         | Votos Inválidos                | 996    | 4,56 / 100,00   | 0,23  |
| Total                   | Total                          | 21 830 | 100,00 / 100,00 |       |
| Eleitorado/Participação | Eleitorado/Participação        | 56 508 | 38,63 / 100,00  | 2,02  |

#### Almargem do Bispo, Pero Pinheiro e Montelavar
| Partido                 | Partido                        | Votos  | %               | +/-  |
| ----------------------- | ------------------------------ | ------ | --------------- | ---- |
|                         | Partido Socialista             | 2 551  | 35,03 / 100,00  | 7,50 |
|                         | PSD-CDS-A-MPT-PDR-PPM-RIR      | 2 358  | 32,38 / 100,00  | 0,94 |
|                         | CHEGA                          | 678    | 9,71 / 100,00   | Novo |
|                         | Coligação Democrática Unitária | 526    | 7,22 / 100,00   | 1,39 |
|                         | Bloco de Esquerda              | 304    | 4,17 / 100,00   | 1,17 |
|                         | Nós, Cidadãos!                 | 229    | 3,14 / 100,00   | 2,32 |
|                         | Pessoas–Animais–Natureza       | 177    | 2,43 / 100,00   | 0,39 |
|                         | Iniciativa Liberal             | 138    | 1,89 / 100,00   | Novo |
| Votos Inválidos         | Votos Inválidos                | 322    | 4,42 / 100,00   | 0,85 |
| Total                   | Total                          | 7 283  | 100,00 / 100,00 |      |
| Eleitorado/Participação | Eleitorado/Participação        | 14 298 | 50,94 / 100,00  | 1,45 |

#### Cacém e São Marcos
| Partido                 | Partido                        | Votos  | %               | +/-  |
| ----------------------- | ------------------------------ | ------ | --------------- | ---- |
|                         | Partido Socialista             | 3 818  | 33,41 / 100,00  | 6,06 |
|                         | PSD-CDS-A-MPT-PDR-PPM-RIR      | 2 836  | 24,82 / 100,00  | 0,96 |
|                         | CHEGA                          | 1 192  | 10,43 / 100,00  | Novo |
|                         | Coligação Democrática Unitária | 1 143  | 10,00 / 100,00  | 1,73 |
|                         | Bloco de Esquerda              | 804    | 7,04 / 100,00   | 1,45 |
|                         | Pessoas–Animais–Natureza       | 490    | 4,29 / 100,00   | 0,65 |
|                         | Nós, Cidadãos                  | 324    | 2,84 / 100,00   | 1,11 |
|                         | Iniciativa Liberal             | 274    | 2,40 / 100,00   | Novo |
| Votos Inválidos         | Votos Inválidos                | 547    | 4,78 / 100,00   | 1,98 |
| Total                   | Total                          | 11 428 | 100,00 / 100,00 |      |
| Eleitorado/Participação | Eleitorado/Participação        | 32 020 | 35,69 / 100,00  | 2,52 |

#### Casal de Cambra
| Partido                 | Partido                        | Votos  | %               | +/-   |
| ----------------------- | ------------------------------ | ------ | --------------- | ----- |
|                         | Partido Socialista             | 2 709  | 58,94 / 100,00  | 16,18 |
|                         | PSD-CDS-A-MPT-PDR-PPM-RIR      | 584    | 12,71 / 100,00  | 16,47 |
|                         | CHEGA                          | 405    | 8,81 / 100,00   | Novo  |
|                         | Coligação Democrática Unitária | 273    | 5,94 / 100,00   | 3,62  |
|                         | Bloco de Esquerda              | 167    | 3,63 / 100,00   | 1,29  |
|                         | Pessoas–Animais–Natureza       | 105    | 2,28 / 100,00   | 1,15  |
|                         | Iniciativa Liberal             | 72     | 1,57 / 100,00   | Novo  |
|                         | Nós, Cidadãos!                 | 64     | 1,39 / 100,00   | 0,20  |
| Votos Inválidos         | Votos Inválidos                | 217    | 4,72 / 100,00   | 2,01  |
| Total                   | Total                          | 4 596  | 100,00 / 100,00 |       |
| Eleitorado/Participação | Eleitorado/Participação        | 10 438 | 44,03 / 100,00  | 2,94  |

#### Colares
| Partido                 | Partido                        | Votos | %               | +/-  |
| ----------------------- | ------------------------------ | ----- | --------------- | ---- |
|                         | PSD-CDS-A-MPT-PDR-PPM-RIR      | 1 387 | 39,06 / 100,00  | 3,17 |
|                         | Partido Socialista             | 969   | 27,29 / 100,00  | 7,03 |
|                         | CHEGA                          | 266   | 7,49 / 100,00   | Novo |
|                         | Coligação Democrática Unitária | 261   | 7,35 / 100,00   | 0,10 |
|                         | Bloco de Esquerda              | 175   | 4,93 / 100,00   | 0,64 |
|                         | Iniciativa Liberal             | 129   | 3,63 / 100,00   | Novo |
|                         | Pessoas–Animais–Natureza       | 108   | 3,04 / 100,00   | 1,15 |
|                         | Nós, Cidadãos!                 | 88    | 2,48 / 100,00   | 1,25 |
| Votos Inválidos         | Votos Inválidos                | 168   | 4,73 / 100,00   | 0,46 |
| Total                   | Total                          | 3 551 | 100,00 / 100,00 |      |
| Eleitorado/Participação | Eleitorado/Participação        | 6 543 | 54,27 / 100,00  | 0,28 |

#### Massamá e Monte Abraão
| Partido                 | Partido                        | Votos  | %               | +/-  |
| ----------------------- | ------------------------------ | ------ | --------------- | ---- |
|                         | Partido Socialista             | 5 756  | 34,99 / 100,00  | 6,45 |
|                         | PSD-CDS-A-MPT-PDR-PPM-RIR      | 4 074  | 24,76 / 100,00  | 1,60 |
|                         | Coligação Democrática Unitária | 1 701  | 10,34 / 100,00  | 1,60 |
|                         | CHEGA                          | 1 372  | 8,34 / 100,00   | Novo |
|                         | Bloco de Esquerda              | 1 236  | 7,51 / 100,00   | 1,08 |
|                         | Pessoas–Animais–Natureza       | 650    | 3,95 / 100,00   | 0,35 |
|                         | Iniciativa Liberal             | 532    | 3,23 / 100,00   | Novo |
|                         | Nós, Cidadãos!                 | 377    | 2,29 / 100,00   | 1,14 |
| Votos Inválidos         | Votos Inválidos                | 753    | 4,58 / 100,00   | 0,41 |
| Total                   | Total                          | 16 451 | 100,00 / 100,00 |      |
| Eleitorado/Participação | Eleitorado/Participação        | 42 938 | 38,31 / 100,00  | 1,87 |

#### Queluz e Belas
| Partido                 | Partido                        | Votos  | %               | +/-  |
| ----------------------- | ------------------------------ | ------ | --------------- | ---- |
|                         | Partido Socialista             | 5 495  | 32,48 / 100,00  | 5,88 |
|                         | PSD-CDS-A-MPT-PDR-PPM-RIR      | 3 801  | 22,47 / 100,00  | 3,38 |
|                         | Coligação Democrática Unitária | 2 020  | 11,94 / 100,00  | 1,38 |
|                         | CHEGA                          | 1 802  | 10,65 / 100,00  | Novo |
|                         | Bloco de Esquerda              | 1 258  | 7,44 / 100,00   | 1,47 |
|                         | Pessoas–Animais–Natureza       | 717    | 4,24 / 100,00   | 0,62 |
|                         | Iniciativa Liberal             | 632    | 3,74 / 100,00   | Novo |
|                         | Nós, Cidadãos!                 | 427    | 2,52 / 100,00   | 1,10 |
| Votos Inválidos         | Votos Inválidos                | 765    | 4,52 / 100,00   | 1,29 |
| Total                   | Total                          | 16 917 | 100,00 / 100,00 |      |
| Eleitorado/Participação | Eleitorado/Participação        | 44 751 | 37,80 / 100,00  | 2,42 |

#### Rio de Mouro
| Partido                 | Partido                        | Votos  | %               | +/-  |
| ----------------------- | ------------------------------ | ------ | --------------- | ---- |
|                         | Partido Socialista             | 5 349  | 34,16 / 100,00  | 7,12 |
|                         | PSD-CDS-A-MPT-PDR-PPM-RIR      | 3 539  | 22,60 / 100,00  | 1,52 |
|                         | CHEGA                          | 1 687  | 10,77 / 100,00  | Novo |
|                         | Coligação Democrática Unitária | 1 654  | 10,56 / 100,00  | 2,67 |
|                         | Bloco de Esquerda              | 1 097  | 7,01 / 100,00   | 0,67 |
|                         | Pessoas–Animais–Natureza       | 568    | 3,63 / 100,00   | 0,55 |
|                         | Nós, Cidadãos!                 | 553    | 3,53 / 100,00   | 2,11 |
|                         | Iniciativa Liberal             | 462    | 2,95 / 100,00   | Novo |
| Votos Inválidos         | Votos Inválidos                | 748    | 4,77 / 100,00   | 0,97 |
| Total                   | Total                          | 15 657 | 100,00 / 100,00 |      |
| Eleitorado/Participação | Eleitorado/Participação        | 41 302 | 37,91 / 100,00  | 2,33 |

#### São João das Lampas e Terrugem
| Partido                 | Partido                        | Votos  | %               | +/-  |
| ----------------------- | ------------------------------ | ------ | --------------- | ---- |
|                         | PSD-CDS-A-MPT-PDR-PPM-RIR      | 2 426  | 34,06 / 100,00  | 9,19 |
|                         | Partido Socialista             | 2 011  | 28,24 / 100,00  | 5,15 |
|                         | CHEGA                          | 623    | 8,75 / 100,00   | Novo |
|                         | Coligação Democrática Unitária | 510    | 7,16 / 100,00   | 0,14 |
|                         | Nós, Cidadãos!                 | 340    | 4,77 / 100,00   | 3,63 |
|                         | Bloco de Esquerda              | 333    | 4,68 / 100,00   | 0,47 |
|                         | Pessoas–Animais–Natureza       | 286    | 4,02 / 100,00   | 0,04 |
|                         | Iniciativa Liberal             | 182    | 2,56 / 100,00   | Novo |
| Votos Inválidos         | Votos Inválidos                | 411    | 5,77 / 100,00   | 0,26 |
| Total                   | Total                          | 7 122  | 100,00 / 100,00 |      |
| Eleitorado/Participação | Eleitorado/Participação        | 14 329 | 49,70 / 100,00  | 3,14 |

#### Sintra
| Partido                 | Partido                        | Votos  | %               | +/-  |
| ----------------------- | ------------------------------ | ------ | --------------- | ---- |
|                         | PSD-CDS-A-MPT-PDR-PPM-RIR      | 4 060  | 32,86 / 100,00  | 4,45 |
|                         | Partido Socialista             | 3 317  | 26,84 / 100,00  | 9,19 |
|                         | CHEGA                          | 1 074  | 8,69 / 100,00   | Novo |
|                         | Coligação Democrática Unitária | 1 009  | 8,17 / 100,00   | 0,09 |
|                         | Bloco de Esquerda              | 794    | 6,43 / 100,00   | 0,59 |
|                         | Iniciativa Liberal             | 648    | 5,24 / 100,00   | Novo |
|                         | Pessoas–Animais–Natureza       | 467    | 3,78 / 100,00   | 0,67 |
|                         | Nós, Cidadãos!                 | 466    | 3,77 / 100,00   | 2,54 |
| Votos Inválidos         | Votos Inválidos                | 522    | 4,23 / 100,00   | 0,39 |
| Total                   | Total                          | 12 357 | 100,00 / 100,00 |      |
| Eleitorado/Participação | Eleitorado/Participação        | 24 479 | 50,48 / 100,00  | 0,07 |

### Juntas de Freguesia

#### Agualva e Mira-Sintra
| Partido                 | Partido                        | Votos  | %               | +/-  | Mandatos | +/-     |
| ----------------------- | ------------------------------ | ------ | --------------- | ---- | -------- | ------- |
|                         | Partido Socialista             | 5 268  | 41,98 / 100,00  | 5,46 | 9 / 19   | 1       |
|                         | PSD-CDS-A-MPT-PDR-PPM-RIR      | 2 708  | 21,58 / 100,00  | 4,45 | 5 / 19   | Estável |
|                         | CHEGA                          | 1 383  | 11,02 / 100,00  | Novo | 2 / 19   | Novo    |
|                         | Coligação Democrática Unitária | 1 334  | 10,63 / 100,00  | 1,87 | 2 / 19   | Estável |
|                         | Bloco de Esquerda              | 871    | 6,94 / 100,00   | 1,89 | 1 / 19   | 1       |
|                         | Iniciativa Liberal             | 381    | 3,04 / 100,00   | Novo | 0 / 19   | Novo    |
| Votos Inválidos         | Votos Inválidos                | 604    | 4,81 / 100,00   | 0,39 |          |         |
| Total                   | Total                          | 12 549 | 100,00 / 100,00 |      | 19 / 19  |         |
| Eleitorado/Participação | Eleitorado/Participação        | 35 674 | 35,18 / 100,00  | 3,54 |          |         |

#### Algueirão - Mem Martins
| Partido                 | Partido                        | Votos  | %               | +/-   | Mandatos | +/-     |
| ----------------------- | ------------------------------ | ------ | --------------- | ----- | -------- | ------- |
|                         | Partido Socialista             | 7 003  | 32,08 / 100,00  | 12,87 | 8 / 21   | 3       |
|                         | PSD-CDS-A-MPT-PDR-PPM-RIR      | 5 537  | 25,36 / 100,00  | 1,63  | 6 / 21   | Estável |
|                         | Coligação Democrática Unitária | 2 337  | 10,70 / 100,00  | 0,58  | 2 / 21   | Estável |
|                         | CHEGA                          | 2 288  | 10,48 / 100,00  | Novo  | 2 / 21   | Novo    |
|                         | Bloco de Esquerda              | 1 520  | 6,96 / 100,00   | 0,70  | 1 / 21   | Estável |
|                         | Pessoas–Animais–Natureza       | 948    | 4,34 / 100,00   | 0,35  | 1 / 21   | Estável |
|                         | Iniciativa Liberal             | 797    | 3,65 / 100,00   | Novo  | 1 / 21   | Novo    |
|                         | LIVRE                          | 328    | 1,50 / 100,00   | -     | 0 / 21   | -       |
| Votos Inválidos         | Votos Inválidos                | 1 073  | 4,92 / 100,00   | 0,10  |          |         |
| Total                   | Total                          | 21 831 | 100,00 / 100,00 |       | 21 / 21  |         |
| Eleitorado/Participação | Eleitorado/Participação        | 56 508 | 38,63 / 100,00  | 2,02  |          |         |

#### Almargem do Bispo, Pero Pinheiro e Montelavar
| Partido                 | Partido                        | Votos  | %               | +/-  | Mandatos | +/-     |
| ----------------------- | ------------------------------ | ------ | --------------- | ---- | -------- | ------- |
|                         | Partido Socialista             | 2 794  | 38,36 / 100,00  | 8,12 | 6 / 13   | 1       |
|                         | PSD-CDS-A-MPT-PDR-PPM-RIR      | 2 552  | 35,04 / 100,00  | 2,17 | 5 / 13   | Estável |
|                         | CHEGA                          | 667    | 9,16 / 100,00   | Novo | 1 / 13   | Novo    |
|                         | Coligação Democrática Unitária | 575    | 7,90 / 100,00   | 0,97 | 1 / 13   | Estável |
|                         | Bloco de Esquerda              | 356    | 4,89 / 100,00   | 1,53 | 0 / 13   | Estável |
| Votos Inválidos         | Votos Inválidos                | 339    | 4,65 / 100,00   | 0,70 |          |         |
| Total                   | Total                          | 7 283  | 100,00 / 100,00 |      | 13 / 13  |         |
| Eleitorado/Participação | Eleitorado/Participação        | 14 298 | 50,94 / 100,00  | 1,45 |          |         |

#### Cacém e São Marcos
| Partido                 | Partido                        | Votos  | %               | +/-  | Mandatos | +/-     |
| ----------------------- | ------------------------------ | ------ | --------------- | ---- | -------- | ------- |
|                         | Partido Socialista             | 4 012  | 35,11 / 100,00  | 7,15 | 8 / 19   | 1       |
|                         | PSD-CDS-A-MPT-PDR-PPM-RIR      | 3 234  | 28,30 / 100,00  | 1,48 | 6 / 19   | Estável |
|                         | Coligação Democrática Unitária | 1 315  | 11,51 / 100,00  | 1,86 | 2 / 19   | Estável |
|                         | CHEGA                          | 1 268  | 11,10 / 100,00  | Novo | 2 / 19   | Novo    |
|                         | Bloco de Esquerda              | 959    | 8,39 / 100,00   | 1,94 | 1 / 19   | 1       |
| Votos Inválidos         | Votos Inválidos                | 640    | 5,60 / 100,00   | 1,63 |          |         |
| Total                   | Total                          | 11 428 | 100,00 / 100,00 |      | 19 / 19  |         |
| Eleitorado/Participação | Eleitorado/Participação        | 32 020 | 35,69 / 100,00  | 2,52 |          |         |

#### Casal de Cambra
| Partido                 | Partido                        | Votos  | %               | +/-   | Mandatos | +/-     |
| ----------------------- | ------------------------------ | ------ | --------------- | ----- | -------- | ------- |
|                         | Partido Socialista             | 3 173  | 69,04 / 100,00  | 23,09 | 10 / 13  | 3       |
|                         | PSD-CDS-A-MPT-PDR-PPM-RIR      | 574    | 12,49 / 100,00  | 21,22 | 1 / 13   | 4       |
|                         | CHEGA                          | 340    | 7,40 / 100,00   | Novo  | 1 / 13   | Novo    |
|                         | Coligação Democrática Unitária | 313    | 6,81 / 100,00   | 6,05  | 1 / 13   | Estável |
| Votos Inválidos         | Votos Inválidos                | 196    | 4,27 / 100,00   | 3,20  |          |         |
| Total                   | Total                          | 4 596  | 100,00 / 100,00 |       | 13 / 13  |         |
| Eleitorado/Participação | Eleitorado/Participação        | 10 438 | 44,03 / 100,00  | 2,94  |          |         |

#### Colares
| Partido                 | Partido                        | Votos | %               | +/-  | Mandatos | +/-     |
| ----------------------- | ------------------------------ | ----- | --------------- | ---- | -------- | ------- |
|                         | PSD-CDS-A-MPT-PDR-PPM-RIR      | 1 605 | 45,21 / 100,00  | 1,10 | 7 / 13   | Estável |
|                         | Partido Socialista             | 1 015 | 28,59 / 100,00  | 9,56 | 5 / 13   | Estável |
|                         | Coligação Democrática Unitária | 399   | 11,24 / 100,00  | 1,20 | 1 / 13   | Estável |
|                         | CHEGA                          | 202   | 5,69 / 100,00   | Novo | 0 / 13   | Novo    |
|                         | Iniciativa Liberal             | 151   | 4,25 / 100,00   | Novo | 0 / 13   | Novo    |
| Votos Inválidos         | Votos Inválidos                | 178   | 5,02 / 100,00   | 0,48 |          |         |
| Total                   | Total                          | 3 550 | 100,00 / 100,00 |      | 13 / 13  |         |
| Eleitorado/Participação | Eleitorado/Participação        | 6 543 | 54,26 / 100,00  | 0,29 |          |         |

#### Massamá e Monte Abraão
| Partido                 | Partido                        | Votos  | %               | +/-  | Mandatos | +/-     |
| ----------------------- | ------------------------------ | ------ | --------------- | ---- | -------- | ------- |
|                         | Partido Socialista             | 6 167  | 37,48 / 100,00  | 7,69 | 10 / 21  | 1       |
|                         | PSD-CDS-A-MPT-PDR-PPM-RIR      | 4 051  | 24,62 / 100,00  | 3,37 | 6 / 21   | Estável |
|                         | Coligação Democrática Unitária | 1 736  | 10,55 / 100,00  | 1,70 | 2 / 21   | Estável |
|                         | CHEGA                          | 1 365  | 8,30 / 100,00   | Novo | 2 / 21   | Novo    |
|                         | Bloco de Esquerda              | 1 203  | 7,31 / 100,00   | 1,72 | 1 / 21   | 1       |
|                         | Pessoas–Animais–Natureza       | 608    | 3,70 / 100,00   | -    | 0 / 21   | -       |
|                         | Iniciativa Liberal             | 575    | 3,50 / 100,00   | Novo | 0 / 21   | Novo    |
| Votos Inválidos         | Votos Inválidos                | 747    | 4,54 / 100,00   | 1,02 |          |         |
| Total                   | Total                          | 16 452 | 100,00 / 100,00 |      | 21 / 21  |         |
| Eleitorado/Participação | Eleitorado/Participação        | 42 938 | 38,32 / 100,00  | 1,86 |          |         |

#### Queluz e Belas
| Partido                 | Partido                        | Votos  | %               | +/-  | Mandatos | +/-     |
| ----------------------- | ------------------------------ | ------ | --------------- | ---- | -------- | ------- |
|                         | Partido Socialista             | 5 653  | 33,42 / 100,00  | 5,31 | 8 / 21   | 1       |
|                         | PSD-CDS-A-MPT-PDR-PPM-RIR      | 3 951  | 23,36 / 100,00  | 5,26 | 5 / 21   | 2       |
|                         | Coligação Democrática Unitária | 2 285  | 13,51 / 100,00  | 1,97 | 3 / 21   | Estável |
|                         | CHEGA                          | 1 859  | 10,99 / 100,00  | Novo | 2 / 21   | Novo    |
|                         | Bloco de Esquerda              | 1 477  | 8,73 / 100,00   | 1,64 | 2 / 21   | Estável |
|                         | Iniciativa Liberal             | 807    | 4,77 / 100,00   | Novo | 1 / 21   | Novo    |
| Votos Inválidos         | Votos Inválidos                | 885    | 5,23 / 100,00   | 1,57 |          |         |
| Total                   | Total                          | 16 917 | 100,00 / 100,00 |      | 21 / 21  |         |
| Eleitorado/Participação | Eleitorado/Participação        | 44 751 | 37,80 / 100,00  | 2,42 |          |         |

#### Rio de Mouro
| Partido                 | Partido                        | Votos  | %               | +/-  | Mandatos | +/-     |
| ----------------------- | ------------------------------ | ------ | --------------- | ---- | -------- | ------- |
|                         | Partido Socialista             | 5 766  | 36,82 / 100,00  | 7,27 | 9 / 21   | 1       |
|                         | PSD-CDS-A-MPT-PDR-PPM-RIR      | 3 649  | 23,30 / 100,00  | 0,37 | 6 / 21   | 1       |
|                         | Coligação Democrática Unitária | 1 932  | 12,34 / 100,00  | 2,55 | 3 / 21   | Estável |
|                         | CHEGA                          | 1 716  | 10,96 / 100,00  | Novo | 2 / 21   | Novo    |
|                         | Bloco de Esquerda              | 1 158  | 7,40 / 100,00   | 0,84 | 1 / 21   | Estável |
|                         | Iniciativa Liberal             | 608    | 3,88 / 100,00   | Novo | 0 / 21   | Novo    |
| Votos Inválidos         | Votos Inválidos                | 829    | 5,29 / 100,00   | 0,61 |          |         |
| Total                   | Total                          | 15 658 | 100,00 / 100,00 |      | 21 / 21  | 2       |
| Eleitorado/Participação | Eleitorado/Participação        | 41 302 | 37,91 / 100,00  | 2,33 |          |         |

#### São João das Lampas e Terrugem
| Partido                 | Partido                        | Votos  | %               | +/-  | Mandatos | +/-     |
| ----------------------- | ------------------------------ | ------ | --------------- | ---- | -------- | ------- |
|                         | PSD-CDS-A-MPT-PDR-PPM-RIR      | 2 805  | 39,39 / 100,00  | 9,47 | 6 / 13   | 1       |
|                         | Partido Socialista             | 2 461  | 34,55 / 100,00  | 0,11 | 5 / 13   | Estável |
|                         | Coligação Democrática Unitária | 736    | 10,33 / 100,00  | 1,89 | 1 / 13   | Estável |
|                         | CHEGA                          | 648    | 9,10 / 100,00   | Novo | 1 / 13   | Novo    |
| Votos Inválidos         | Votos Inválidos                | 472    | 6,63 / 100,00   | 0,20 |          |         |
| Total                   | Total                          | 7 122  | 100,00 / 100,00 |      | 13 / 13  |         |
| Eleitorado/Participação | Eleitorado/Participação        | 14 329 | 49,70 / 100,00  | 3,14 |          |         |

#### Sintra
| Partido                 | Partido                        | Votos  | %               | +/-  | Mandatos | +/-     |
| ----------------------- | ------------------------------ | ------ | --------------- | ---- | -------- | ------- |
|                         | PSD-CDS-A-MPT-PDR-PPM-RIR      | 4 287  | 34,68 / 100,00  | 3,96 | 7 / 19   | 1       |
|                         | Partido Socialista             | 3 626  | 29,34 / 100,00  | 9,81 | 6 / 19   | 2       |
|                         | Coligação Democrática Unitária | 1 087  | 8,79 / 100,00   | 0,10 | 2 / 19   | Estável |
|                         | CHEGA                          | 1 072  | 8,67 / 100,00   | Novo | 2 / 19   | Novo    |
|                         | Bloco de Esquerda              | 872    | 7,06 / 100,00   | 0,93 | 1 / 19   | Estável |
|                         | Iniciativa Liberal             | 839    | 6,79 / 100,00   | Novo | 1 / 19   | Novo    |
| Votos Inválidos         | Votos Inválidos                | 577    | 4,67 / 100,00   | 0,67 |          |         |
| Total                   | Total                          | 12 360 | 100,00 / 100,00 |      | 19 / 19  |         |
| Eleitorado/Participação | Eleitorado/Participação        | 24 479 | 50,49 / 100,00  | 0,07 |          |         |

| Freguesia                                     | 2017-2021 | 2017-2021          | 2017-2021      | 2021-2025 | 2021-2025                 | 2021-2025      |
| --------------------------------------------- | --------- | ------------------ | -------------- | --------- | ------------------------- | -------------- |
| Agualva e Mira-Sintra                         |           | Partido Socialista | 47,44 / 100,00 |           | Partido Socialista        | 41,98 / 100,00 |
| Algueirão - Mem Martins                       |           | Partido Socialista | 44,95 / 100,00 |           | Partido Socialista        | 32,08 / 100,00 |
| Almargem do Bispo, Pero Pinheiro e Montelavar |           | Partido Socialista | 46,48 / 100,00 |           | Partido Socialista        | 38,36 / 100,00 |
| Cacém e São Marcos                            |           | Partido Socialista | 42,26 / 100,00 |           | Partido Socialista        | 35,11 / 100,00 |
| Casal de Cambra                               |           | Partido Socialista | 45,95 / 100,00 |           | Partido Socialista        | 69,04 / 100,00 |
| Colares                                       |           | PSD-CDS-PPM-MPT    | 46,31 / 100,00 |           | PSD-CDS-A-MPT-PDR-PPM-RIR | 45,21 / 100,00 |
| Massamá e Monte Abraão                        |           | Partido Socialista | 45,17 / 100,00 |           | Partido Socialista        | 37,48 / 100,00 |
| Queluz e Belas                                |           | Partido Socialista | 38,73 / 100,00 |           | Partido Socialista        | 33,42 / 100,00 |
| Rio de Mouro                                  |           | Partido Socialista | 44,09 / 100,00 |           | Partido Socialista        | 36,82 / 100,00 |
| São João das Lampas e Terrugem                |           | PSD-CDS-PPM-MPT    | 48,86 / 100,00 |           | PSD-CDS-A-MPT-PDR-PPM-RIR | 39,39 / 100,00 |
| Sintra                                        |           | Partido Socialista | 39,15 / 100,00 |           | PSD-CDS-MPT-A-PDR-PPM-RIR | 34,68 / 100,00 |